# Andreade
Andreade (llamada oficialmente Santiago de Andreade) es una parroquia y una aldea española del municipio de Paradela, en la provincia de Lugo, Galicia.

## Organización territorial
La parroquia está formada por tres entidades de población, constando dos de ellas en el nomenclátor del Instituto Nacional de Estadística español:
- Agurtión
- Andreade
- O Lugar

## Demografía

### Parroquia
| Gráfica de evolución demográfica de Andreade (parroquia) entre 2000 y 2020 |
|                                                                            |
| Datos según el nomenclátor publicado por el INE.                           |

### Aldea
| Gráfica de evolución demográfica de Andreade (aldea) entre 2000 y 2020 |
|                                                                        |
| Datos según el nomenclátor publicado por el INE.                       |